# Asanagi
Lo Asanagi (朝凪? lett. "Bonaccia mattutina"), sino al 1º agosto 1928 denominato 15-Gō kuchikukan (第15駆逐艦? lett. "cacciatorpediniere Numero 15"), è stato un cacciatorpediniere della Marina imperiale giapponese, sesta unità della classe Kamikaze. Fu varato nell'aprile 1924 dal cantiere navale di Fujinagata, a Osaka.
Membro della 29ª Divisione cacciatorpediniere, appoggiò l'occupazione delle isole Gilbert e la conquista di Wake, di Rabaul e di Lae-Salamaua. Dopo una marginale partecipazione alla battaglia del Mar dei Coralli (4-8 maggio 1942), iniziò a operare da Rabaul e rimase danneggiato a fine luglio dopo aver urtato una scogliera: tornò in servizio a settembre e sino all'aprile 1943 rimase alla base atollina di Truk, impegnato in pattugliamenti e vigilanza del traffico navale. Nei mesi seguenti passò a proteggere convogli in rotta per Yokosuka, Saipan, le isole Palau, Truk e incrementò l'artiglieria contraerea di bordo. Impegnato dal principio del 1944 sulla rotta Yokosuka-Saipan per scortare i convogli che freneticamente portavano rinforzi all'isola, rimase vittima del sommergibile USS Pollack il 22 maggio, molto a ovest di Chichi-jima.

## Servizio operativo

### Costruzione
Il cacciatorpediniere Asanagi fu ordinato nell'anno fiscale edito dal governo giapponese nel 1923, inizialmente indicato come "cacciatorpediniere Numero 15" (in lingua giapponese 15-Gō kuchikukan). La sua chiglia fu impostata nel cantiere navale gestito dalla Fujinagata, a Osaka, il 5 marzo 1923 e il varo avvenne il 21 aprile 1924; fu completato il 29 dicembre dello stesso anno e il 1º agosto 1928 assunse il suo nome definitivo, avendo la Marina imperiale abbandonato alla data il sistema di nomenclatura del naviglio leggero con soli numeri.

### 1941-1942
Tra il 1940 e il 1941 l'Asanagi, allora al comando del capitano di corvetta Kōhei Hanami, fu assegnato alla 29ª Divisione cacciatorpediniere con i gemelli Oite (nave ammiraglia), Hayate e Yunagi; la divisione dipendeva dalla 6ª Squadriglia del contrammiraglio Sadamichi Kajioka, che a sua volta era agli ordini della 4ª Flotta del viceammiraglio Shigeyoshi Inoue. Il 29 novembre lo Asanagi seguì la divisione d'appartenenza e il resto dello squadrone dalla base aeronavale di Truk, dove si trovavano, sino alla rada dell'atollo Kwajalein, raggiunta il 3 dicembre. Qui fu organizzata la forza d'invasione per l'Isola di Wake, ma l'Asanagi e lo Yunagi furono distaccati e destinati a supportare l'occupazione delle isole Gilbert, possedimento britannico pressoché indifeso. L'8 dicembre, in concomitanza con l'attacco di Pearl Harbor, i due cacciatorpediniere partirono con una piccola flottiglia di mezzi ausiliari e durante il 10 vigilarono sulla facile conquista delle Gilbert. Rientrarono dunque a Kwajalein e raggiunsero il resto della 29ª Divisione, partecipando al secondo e riuscito tentativo di occupare l'isola. Il 31 dicembre la divisione al completo scortò un convoglio sino a Truk e dal 3 gennaio 1942 fu incaricata di pattugliare le acque circostanti e fornire protezione all'intenso traffico navale. Il 13 gennaio l'Asanagi e i gemelli affiancarono l'incrociatore leggero Yubari e il cacciatorpediniere Yayoi per accompagnare la nave appoggio idrovolanti Kiyokawa Maru, due trasporti e un'unità ausiliare a Woleai, dove il 15 si assemblò la forza d'invasione per Rabaul: tale porto fu occupato il 23 gennaio e per una settimana circa l'Asanagi e le navi sorelle ne controllarono gli accessi. Il 9 febbraio l'Asanagi appoggiò lo sbarco a Gasmata, sulla costa meridionale della Nuova Britannia e l'8 marzo fu con la forza navale che occupò Lae e Salamaua, nella Nuova Guinea nord-orientale. Due giorni più tardi rimase coinvolto in una massiccia incursione aeronavale, lanciata da due portaerei statunitensi, e fu mitragliato numerose volte: accusò danni superficiali, diciotto morti e quarantasette feriti e si portò subito a Rabaul dove ricevette interventi provvisori. Seguì poi lo Yubari fino a Truk (25 marzo) e il giorno dopo salpò alla volta di Sasebo, che toccò il 1º aprile; fu subito ormeggiato e sottoposto a raddobbo.
Il 23 aprile l'Asanagi poté ripartire e tornare sei giorni più tardi a Truk, dove fu subito aggregato alla scorta del convoglio d'invasione per Port Moresby, punto fondamentale dell'operazione Mo. Fece così una fugace apparizione nella battaglia del Mar dei Coralli, senza però ingaggiare navi o velivoli nemici e rientrando nel corso del 7 maggio a Truk con il convoglio, su ordine del viceammiraglio Inoue. Spostatosi a Rabaul, ne partì il 13 maggio di scorta all'incrociatore leggero Kashima, ammiraglia della flotta, sino a Truk: da qui proseguì da solo per Sasebo, dove dal 18 maggio rimase in revisione. Durante i lavori il cannone poppiero numero 4 da 120 mm, l'apparato lanciasiluri più arretrato e le mitragliatrici da 7,7 mm furono sbarcati per fare spazio a sei o dieci cannoni Type 96 da 25 mm L/60, suddivisi in tre/cinque installazioni doppie. Il 10 luglio la 6ª Squadriglia fu disattivata e l'Asanagi, con il resto della sua divisione, passò agli ordini della 2ª Divisione di scorta sottoposta sempre alla 4ª Flotta. Il giorno successivo lasciò il Giappone e si fermò il 18 (dopo una tappa a Saipan) a Rabaul, da dove salpò il 21 assieme al gruppo d'invasione per Buna. Il 26 caricò a bordo un reparto di fanteria e lo recò alla testa di ponte: la missione fu complicata da un attacco aereo e, nel corso delle manovre evasive, l'Asanagi frantumò una scogliera di corallo. Rientrò a Rabaul e il 31 partì per Truk, dove dal 3 agosto ricevette riparazioni provvisorie; il 19 salpò assieme a un convoglio e giunse a Yokosuka il 23, dove fu messo in bacino di carenaggio. Tornò operativo a fine settembre e il 27 partì di scorta a un convoglio, che fece tappa a Saipan e infine a Rabaul il 10 ottobre: qui passò agli ordini del capitano di corvetta Shūichi Otsuji. Richiamato a Truk, a partire dal 14 ottobre l'Asanagi operò da questa base in difesa del traffico navale nel Pacifico centrale (isole Marianne, Caroline, Marshall) e completò anche vari pattugliamenti.

### 1943
Il 1º aprile 1943 la 29ª fu sciolta e l'Asanagi rispose da allora agli ordini diretti della 2ª Divisione di scorta; continuò comunque la propria mansione sino al 26 aprile, quando iniziò una missione di scorta a convogli facenti la spola tra Truk e Yokosuka. Dal 2 al 12 giugno fu assegnato alla difesa di un altro convoglio che salpò da Truk, recò rifornimenti a Rabaul e tornò alla rada atollina. Effettuò un'analoga missione tra il 14 e il 25, soccorrendo anche i naufraghi di un trasporto silurato. Un terzo incarico identico fu completato dallo Asanagi sulla rotta Truk-isole Palau dal 28 giugno all'8 luglio, quindi il 20 accompagnò l'incrociatore leggero Naka a Mili, dove fece scendere truppe. Dopo aver assistito l'incrociatore leggero Isuzu nel salvataggio di una petroliera colpita fuori Truk, dal 31 luglio all'11 agosto fu con un convoglio che da Truk scaricò uomini e mezzi a Saipan e quindi proseguì fino a Sasebo, nel cui arsenale lo Asanagi rimase a lungo per essere revisionato. I lavori riguardarono anche un riequipaggiamento offensivo mediante l'aggiunta di altri cannoni Type 96 da 25 mm (da sette a dieci) e quattro mitragliatrici pesanti Type 93 da 13,2 mm, tutte armi su supporto singolo. La scorta di bombe di profondità, inoltre, fu aumentata a quaranta circa. In conseguenza di tali interventi il dislocamento a vuoto aumentò a 1 547 tonnellate e la velocità massima passò a 35 nodi.
Dopo essersi spostato a Yokosuka, l'Asanagi poté salpare il 9 ottobre e accompagnare un convoglio a Truk; fu poi dirottato per collaborare al rimorchio di una nave da trasporto e vigilò sul suo traino sino a Kure (19 ottobre), dove passò al comando del capitano di corvetta Yoshiharu Ōnishi il giorno seguente. Il 22 salpò con una carboniera e la condusse sino a Truk entro la fine del mese, quindi per la prima metà di novembre fu impegnato nella difesa di convogli diretti alle isole Ogasawara e a Saipan; durante tale incarico, il 15 novembre, la 2ª Divisione di scorta fu posta alle dipendenze del Comando generale scorte, responsabile del coordinamento della difesa di tutte le rotte marittime dell'Impero giapponese. Il 17 novembre l'Asanagi salpò con un convoglio per Rabaul e il 20, poco fuori la rada, accusò danni leggeri dopo un attacco aereo; rientrò a Truk il 23 e fu oggetto di alcuni interventi, che gli permisero di continuare l'opera di vigilanza sulla rotta Truk-Rabaul.

### 1944 e l'affondamento
Il 2 gennaio 1944 l'Asanagi lasciò Truk assieme a un convoglio di varie unità diretto a Yokosuka ma, il 10, la nave officina Yamabiko Maru fu danneggiata da un sommergibile e l'Asanagi rimase indietro per proteggere un cargo che la prese a rimorchio. La Yamabiko Maru, tuttavia, affondò e il cargo fu colato a picco da un altro battello a poca distanza da Yokosuka, dove l'Asanagi arrivò il 14 con i superstiti di entrambe. Dal 14 febbraio al 17 marzo il vecchio cacciatorpediniere rimase a fianco di un paio di convogli che lasciarono rinforzi e rifornimenti alle Ogasawara, alle Marianne e alle Palau e che, infine, tornarono a Yokosuka. Per quasi tutto aprile e nella prima metà di maggio protesse due altri gruppi di mercantili intenti a recare a Saipan altre truppe, munizioni, mezzi. Il 17 maggio lasciò dunque l'ancoraggio dell'isola per riportare al sicuro, in patria, il convoglio svuotato, ma il 22 fu centrato da uno o più siluri del sommergibile USS Pollack 200 miglia a ovest-nord-ovest di Chichi-jima (28°20′N 138°57′E). L'Asanagi andò a fondo in quaranta minuti con ottantadue morti, mentre il comandante Ōnishi sopravvisse con metà dell'equipaggio.
Il 10 luglio 1944 l'Asanagi fu depennato dai registri navali giapponesi.